# Evangeline (película de 1929)
Evangeline es una película dramática-romántica protagonizada por Dolores del Río. Dirigida por Edwin Carewe. Fue estrenada el 24 de agosto de 1929 en Estados Unidos. Basada en el poema de Henry Wadsworth Longfellow.

## Argumento
En una pequeña localidad costera de Acadia, provincia de Nueva Escocia, a mediados del siglo XVIII, vive Evangeline (Dolores del Río), ligada por completo al joven Gabriel (Roland Drew), y embarcados ambos en una relación sentimental revestida de tintes de entrega absoluta. Ambos se comprometerán formalmente e incluso celebrarán su compromiso por medio de una gran fiesta. Sin embargo, a este entorno pronto asomarán tintes sombríos y dolorosos con la irrupción de las fuerzas inglesas, que desean forzar la participación de los lugareños en la guerra contra Francia. La negativa de estos llevará a la separación de los hombres de las mujeres y niños, y ello llevará por un lado a la muerte del padre de la protagonista, y de otro a la traumática andadura paralela de nuestra pareja protagonista, que durante años no podrán encontrarse pese a la afanosa e infructuosa búsqueda de ella a través de múltiples lugares de Norteamérica con el paso de los años. Gabriel también intentará esa localización, pareciendo que el destino quiera someterlos a esa prueba de la separación, aunque jamás logrando que su amor se diluya. Pasarán muchos años y Evangeline ya se ha rendido en esa búsqueda, dedicándose a una labor altruista de ayuda a los pobres afectados por una epidemia de lepra. En una de estas labores, y de forma insospechada, se encontrará con un enfermo Gabriel. Parece que el designio divino les haya permitido por fin encontrarse, y ese amor que debía mantenerse mientras el agua siguiera su corriente, al final, y pese a la adversidad y el discurrir de los años, ha permitido que los dos ya envejecidos amantes puedan reunirse.

## Producción
Evangeline, fue una producción de la primitiva United Artists destinada sobre todo al lucimiento de una joven Dolores del Río, y que en algunas de sus secuencias cuenta con sonorización, centradas sobre todo en los cánticos de su joven protagonista. Para los efectos de sonido, se utilizó un disco "Vitaphone".

## Reparto
- Dolores del Río - Evangeline
- Roland Drew - Gabriel
- Alec B. Francis - Father Felician
- Donald Reed - Baptiste
- Paul McAllister - Benedict Bellefontaine
- James A. Marcus - Basil
- George F. Marion - Rene La Blance
- Bobby Mack - Michael
- Louis Payne - Governor-General
- Lee Shumway - Colonel Winslow